# رزان خليفة المبارك
رزان خليفة المبارك هي العضو المنتدب لهيئة البيئة - أبوظبي (EAD). في عام 2018، اختارها المنتدى الاقتصادي العالمي كواحدة من أفضل 100 قائد عالمي شاب لمساهمتها في بناء مستقبل أكثر استدامة للبشرية. كرئيسة لهيئة البيئة - أبوظبي، أشرفت على التكاثر الناجح للمها الأسير ذو القرون في أبو ظبي وإعادة إدخالها مرة أخرى في البرية، وبالتالي أصبحت الأنواع التي تم إدراجها على أنها منقرضة في البرية تزيد اللآن عن أعدادها في بيئتها الطبيعية.
تشغل المبارك حاليًا عدة مناصب تنفيذية في العديد من المنظمات البيئية في دولة الإمارات العربية المتحدة وهي متحدث رسمي لقضايا البيئة والمحافظة على البيئة في الإمارات العربية المتحدة ،وتم انتخابها رئيسة للاتحاد الدولي لحماية الطبيعة .

## النشأة والدراسة والمسيرة المهنية
ولدت المبارك عام 1979 في أبو ظبي. وهي ابنة خليفة أحمد عبد العزيز المبارك سفير الإمارات السابق في فرنسا الذي اغتيل عام 1984 في باريس على يد جماعة أبو نضال الإرهابية وسميرة الخميس. كان جد المبارك هو أحمد عبد العزيز حمد المبارك ، قاضٍ سابق ورئيس دائرة القضاء الشرعي بإمارة أبوظبي. وللمبارك ثلاثة أشقاء: رشا. خلدون خليفة المبارك العضو المنتدب لشركة مبادلة للاستثمار. ومحمد خليفة المبارك رئيس هيئة أبوظبي للسياحة والثقافة.
المبارك حاصلة على ماجستير في الفهم العام للتغير البيئي من كلية لندن الجامعية بالمملكة المتحدة ودرجة البكالوريوس (مع مرتبة الشرف) في الدراسات البيئية والعلاقات الدولية من جامعة تافتس، ماساتشوستس، في الولايات المتحدة.
وفي خطاب قبولها للدرجة العلمية، سلطت المبارك الضوء على العلاقة بين تغير المناخ وفقدان الطبيعة، مُذكّرة خريجي الجامعة بالحاجة الملحّة لإعادة التفكير في علاقة البشر بالطبيعة.
كما حصلت على درجة الدكتوراه الفخرية من جامعة غلاسكو في الآداب؛ تقديراً لإنجازاتها في مجال العلوم الإنسانية، وقالت في خطابها أمام الخريجين: «إننا نعيش في عالم ترتفع فيه درجات الحرارة ويفقد تنوعه البيولوجي بمعدلات غير مسبوقة ومثيرة للقلق. ويصح القول إنها مشكلة تسببت بها الأجيال التي سبقتكم، بسبب إنكارهم لهذه الأزمات وعدم اتخاذهم الإجراءات الكافية لمواجهتها. وبالنسبة لجيلكم، لا يمكن الاستمرار في ذات النهج، فلم يعد بإمكاننا تجاهل هذه المشاكل».
رزان المبارك متزوجة من بدر جعفر، رجل أعمال إماراتي بارز ورجل أعمال اجتماعي. وكلاهما منضمان لحملة تعهد عطاء (التي أطلقها بيل غيتس ووارن بافيت) وقد أعلنا عن تبرعهما بأكثر من نصف ثروتهما للأعمال الخيرية.

## العمل البيئي

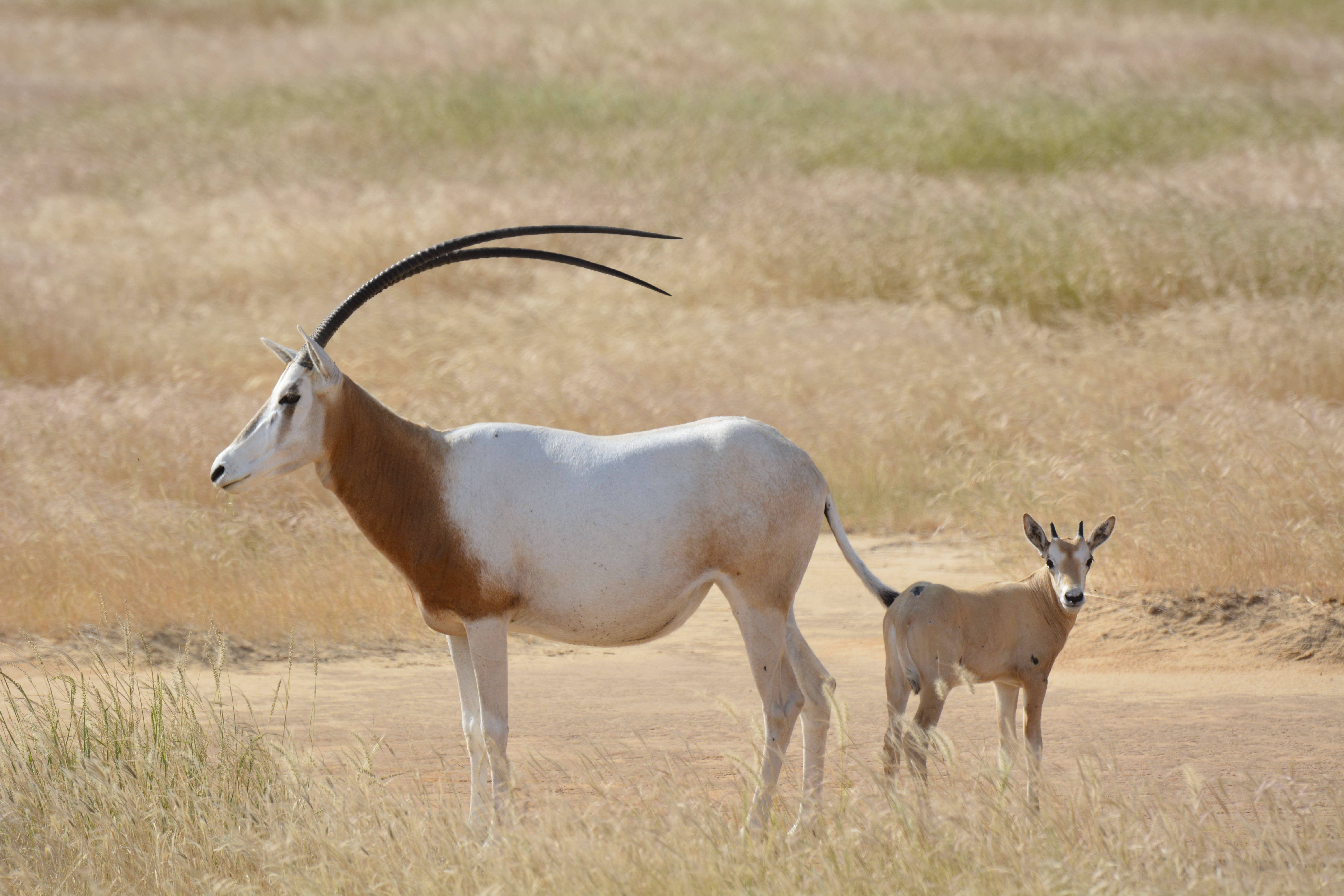
لعبت هيئة البيئة - أبوظبي دورًا رئيسيًا في إعادة إدخال المها ذي القرون Scimitar إلى البرية في تشاد. في الصورة هنا إحدى العجول الأولى التي ولدت في البرية بعد ما يقرب من عقدين من الزمان.

في عام 2008، أصبحت المؤسسة والمدير العام ل صندوق محمد بن زايد لحفظ الأنواع (صندوق MBZ) - وهو صندوق من الإمارات العربية المتحدة – الأعمال الخيرية القائمة على دعم الأنواع المباشرة المحافظة في جميع أنحاء العالم.  منذ إنشائه في 2008 إلى نوفمبر 2019 ، دعم صندوق MBZ أكثر من 2041 مشروعًا في 150 دولة مختلفة استفاد منها 1،341 نوعًا ونوعًا فرعيًا مختلفًا وكان له تأثير كبير على الحفاظ على الأنواع على مستوى العالم.

## مشاركاتها
- في ديسمبر 2023، انضمت رزان المبارك إلى شركات التطوير الرائدة في الإمارات ومجلس الإمارات للأبنية الخضراء لإطلاق تقرير "خطة الاستدامة في قطاع المباني" والذي يعرض أهم الفرص المتاحة لتعزيز انتقال قطاع المباني إلى الحياد الكربوني في دولة الإمارات، وأقيمت فعالية الإطلاق في جناح دولة الإمارات العربية المتحدة في مدينة إكسبو بدبي، على هامش الدورة الثامنة والعشرين من مؤتمر الأطراف في اتفاقية الأمم المتحدة الإطارية بشأن تغير المناخ (COP28)، وقد أوضحت رزان أن قطاع البناء يساهم بنسبة 21 في المائة من انبعاثات الغازات الدفيئة عالميًا، مما يشير إلى أهمية معالجة أثرها البيئي الآن أكثر من أي وقت مضى.[17]
- وفي يونيو 2024، شاركت رزان في أعمال المنتدى الأفريقي للحفاظ على الطبيعة في نيروبي - كينيا والذي يُعقد كل أربع سنوات، بحضور ومشاركة أكثر من 500 شخص يمثلون الاتحاد الدولي لحفظ الطبيعة، وأكدت رزان على أهمية دور القارة الأفريقية في الجهود العالمية للحفاظ على الطبيعة والتكيف مع التغير المناخي، وعلى أهمية الاستفادة من معارف وخبرات المجتمعات المحلية والشعوب الأصلية في تحقيق ذلك، وقالت: "نلاحظ في أفريقيا مدى تأثير ممارسات الشعوب الأصلية والدعم المحلي في تحقيق نتائج مستدامة، ولذلك يحرص الاتحاد الدولي لحفظ الطبيعة على رعاية تلك المنهجيات الشمولية والتحويلية، ويدعمها إدراكاً منا أن الاستدامة الحقيقية تأتي من احترام حكمة ومعرفة أهل الأرض والاستفادة منها، فهم أدرى الناس بها".[18]
- وفي أغسطس 2024، شاركت رزان في فعاليات المنتدى الإقليمي للحفاظ على الطبيعة في مقر المعهد الدولي للحفاظ على الطبيعة بالعاصمة الأمريكية واشنطن، بحضور نخبة من ممثلي المؤسسات الأعضاء في الاتحاد الدولي لحفظ الطبيعة من الولايات المتحدة إضافة إلى لجانه وشركائه. ودعت رزان، أعضاء الاتحاد إلى الاحتفاء بإنجازاته بشكل خاص والحركة البيئية بشكل عام، وأكدت على أهمية التركيز على التحديات البيئية المعقدة التي تواجه البشرية بالفعل مثل فقدان الطبيعة والتنوع البيولوجي وتغير المناخ والتصحر.[19]
- وفي يونيو 2024، انضمت رزان إلى فريق العمل المعني بالإفصاحات المالية المتعلقة بالطبيعة (TNFD) حيث شغلت منصب الرئيس المشارك. وقالت رزان بتلك المناسبة: «يشرفني أن أتولى منصب الرئيس المشارك لفريق العمل المعني بالإفصاحات المالية المتعلقة بالطبيعة في هذه المرحلة الحرجة، حيث شهد مؤتمر الأطراف COP28 تحولاً كبيراً في موقف الشركات والمؤسسات المالية، حيث أصبح الجميع على معرفة تامة بالصلة والارتباط بين تغير المناخ وفقدان الطبيعة، وأنهما وجهان لعملة واحدة، وحاجتنا الماسة إلى الحفاظ واستعادة الطبيعة من أجل تحقيق الحياد المناخي. وعلى الشركات والمؤسسات المالية بجميع أحجامها وأنشطتها من حول العالم، إعادة النظر في تعاملاتها واعتمادها على الطبيعة باعتبارها الشريك الأهم ضمن سلسلة التوريد ولتحقيق القيمة المضافة».[20]

## روابط خارجية
- الموقع الرسمي